# 9708 Gouka
9708 Gouka eller 4140 T-3 är en asteroid i huvudbältet som upptäcktes den 16 oktober 1977 av den nederländsk-amerikanske astronomen Tom Gehrels och det nederländska astronomparet Ingrid van Houten-Groeneveld och Cornelis Johannes van Houten vid Palomarobservatoriet. Den är uppkallad efter Adriaan Jacobus Gouka.
Den tillhör asteroidgruppen Astraea.